# Approche narrative des organisations
L’approche narrative des organisations,apparue dans les années 1970 réfère à l'analyse narrative des organisations. Les acquis et les limites de cette approche sont toujours discutés parmi les chercheurs. Au croisement de la théorie des organisations et des sciences de la communication, elle envisage la narration comme un mode rendant possible l'explication et l'action dans le contexte de son organisation. De nombreux auteurs ont souligné la place particulière de la narration dans la communication humaine, faisant de la narration « le fondement de la pensée discursive et de la possibilité d'agir en commun ». D'après ces auteurs, la narration fait appel tant à la raison qu'aux émotions et porte donc à la fois sur les valeurs et sur les faits. La narration est puissante dans le récit du changement parce qu'elle permet d'articuler des éléments à travers la mise en intrigue. Selon Giroux et Marroquin, la narration peut être vue comme un texte, c'est-à-dire un produit fini, lui-même étudié par le chercheur, ou comme un acte de communication, un processus de storytelling, c'est-à-dire un phénomène collectif où plusieurs voix se contredisent ou se renforcent.

## Usages de la narration en organisation
L'approche narrative des organisations fait apparaître l'hétérogénéité des organisations et leur dimension affective. Elle aiderait également à cerner le contexte dans lequel les gens pensent et agissent. Giroux et Marroquin pointent cinq usages différents de la narration dans l'étude des organisations :
- source de données: Les narrations suscitées chez les répondants révèlent la « culture et le climat organisationnel ».
- objet d'étude: Le chercheur veut comprendre les processus de création de signification et de changement par l'analyse de textes narratifs existants.
- mode d'analyse: Le plus souvent grâce à des schémas comme le modèle actanciel de Greimas, l'analyse narrative permet d'étudier des textes écrits.
- médium de diffusion: Dans cette perspective, la narration est une façon spécifique de présenter les données et de diffuser les résultats d'une recherche.
- instrument d'intervention: La narration est utilisée comme un instrument pour réaliser le changement.

## Perspectives
Giroux et Marroquin distinguent en outre cinq perspectives pour mieux classifier les écrits sur la narration en organisation.
- La perspective fonctionnaliste conçoit la narration comme un instrument de gestion. Envisagée dans une communication descendante (par exemple, la communication d'un patron vers ses employés), elle vise l'efficacité de la transmission des informations et, à ce titre, la narration doit être brève et cohérente dans ses objectifs.
- La perspective interprétative considère l'organisation comme un univers subjectif que le chercheur ne peut appréhender qu'à travers les représentations que les acteurs convoquent dans leurs narrations. Les récits sont alors porteurs tant des valeurs centrales de la culture de l'organisation que des différences, des conflits et des contradictions qui s'y expriment. Ainsi, les valeurs promues officiellement sont confrontées à celles qui émergent des narrations des acteurs.
- À la suite des travaux de Karl E. Weick, la perspective processuelle envisage l'organisation non plus comme une entité figée mais comme un processus organisant (organizing) mettant l'accent sur l'interaction et la coconstruction de la réalité sociale. Les chercheurs étudient alors les narrations en situation de changement d’organisation, de controverse ou de délibération. Cette perspective postule que les acteurs font preuve d'une intelligence narrative, laquelle désigne leur « capacité à produire et à comprendre des histoires »[1].
- La perspective critique insiste sur les relations asymétriques qui caractérisent l'organisation. Selon Witten (1993), cité par Giroux[1], la narration serait alors utilisée en organisation pour « créer une culture de la soumission ». La dimension critique féministe s'intéresse aux différences de genres, dévoilant comment elles sont créées, entretenues, véhiculées et contestées par les narrations.
- La perspective postmoderne, qui est la plus récente et la plus contestée en sciences de gestion, conçoit la société et l'organisation comme fragmentées. Elle place la textualité au centre de la démarche du chercheur en valorisant la polyphonie des discours. Le chercheur est amené à devenir lui-même narrateur en donnant directement la parole aux personnes marginalisées.

## Avantages et limites
Giroux et Marroquin (2005) soulignent le succès des approches narratives mais déplorent le fait qu'elles sont encore peu mobilisées dans leur plein potentiel. La théorie des organisations bénéficie cependant du focus des approches narratives sur l'importance de l'expression de l'expérience et des anecdotes, tout en insistant sur le caractère vraisemblable plus que véritable d'une narration et des effets pervers que cette distinction implique (par exemple, dans les narrations d'acteurs lors d'entretiens avec un chercheur). D'un point de vue théorique, en insistant sur la dimension symbolique de l'organisation, les approches narratives font courir le risque de « minimiser ses autres dimensions ».